# Bicyclus poensis
Bicyclus poensis är en fjärilsart som beskrevs av Condamin 1963. Bicyclus poensis ingår i släktet Bicyclus och familjen praktfjärilar. Inga underarter finns listade i Catalogue of Life.